# Bejeweled 2

Bejeweled 2 (також згадується як Bejeweled 2 Deluxe у деяких випусках) — це відеогра - головоломка, розроблена та опублікована PopCap Games . Bejeweled 2, випущений як продовження Bejeweled, представляє нову ігрову механіку, як-от спеціальні дорогоцінні камені та додаткові ігрові режими, а також нові візуальні ефекти та звуки.
Гра була спочатку випущена 5 листопада 2004 року  і була перенесена на кілька платформ після випуску, включаючи ігрові консолі, смартфони та розважальні сервіси в літаку.

## Ігровий процес
Як і його попередник, Bejeweled 2 передбачає заміну двох суміжних дорогоцінних каменів, щоб утворити лінію з трьох або більше дорогоцінних каменів одного кольору. Коли три дорогоцінні камені вишикуються в ряд, вони зникають, і випадково згенеровані дорогоцінні камені падають зверху, щоб зайняти місце відповідних дорогоцінних каменів. Іноді падаючі дорогоцінні камені автоматично шикуються, викликаючи ланцюгову реакцію . Якщо гравець не може знайти збіг, він може скористатися кнопкою «Підказка», щоб знайти доступний збіг ціною кількох балів. Вони також можуть зачекати кілька секунд, поки функція автоматичної підказки спрацює без штрафних санкцій.
Створення збігів із чотирьох або більше дорогоцінних каменів призведе до створення посилених дорогоцінних каменів, відомих як спеціальні дорогоцінні камені. Коли чотири дорогоцінні камені збігаються одночасно або коли гравець робить два збіги у формі L, T або +, створюється Power Gem, який руйнує вісім дорогоцінних каменів навколо нього під час зіставлення. Коли збігаються п’ять або більше дорогоцінних каменів, створюється гіперкуб, який знищує всі дорогоцінні камені заміненого кольору з дошки.
Ще два дорогоцінні камені також з’являються в режимах Puzzle, Cognito та Finity. Скелі — це тверді об’єкти, які неможливо порівняти, але можна знищити за допомогою спеціальних самоцвітів. Бомби мають зелений цифровий лічильник, який зменшує кожен рух. Коли він виснажується до 0, він вибухає подібно до самоцвіту сили.
Bejeweled 2 має кілька різних режимів гри. П’ять (чотири, якщо прихований оригінальний режим не враховується) ігрових режимів доступні з самого початку, а секретні ігрові режими (Сутінки, Гіпер, Когніто та Кінцевість) розблоковуються після досягнення певних контрольних показників у кожному з ігрових режимів. Якщо секретний режим гри буде виявлено, на екрані головного меню з’явиться кнопка зі знаком питання, яка показує секретні режими гри.
- Класичний режим передбачає спробу набрати якомога більше очок до того, як у гравця закінчаться дозволені ходи. Очки заповнюють індикатор прогресу внизу екрана. Коли він заповнений, гравець переходить на наступний рівень, де базовий бал множиться на кількість поточного рівня, а очки, необхідні для підвищення рівня, збільшуються з кожним рівнем. Гра закінчується, коли ходи неможливі.
- У режимі «Екшн» ігровий процес схожий на «Класичний», а панель виконання виконує роль таймера. Панель таймера повільно забирається назад, оскільки гравець не збігається. Збіги заповнюють панель таймера. На наступних рівнях смуга таймера закінчується швидше. Якщо він повністю зливається, гра закінчується. На відміну від Classic, у гравця не може закінчитися ходів.
- Режим Puzzle передбачає спробу очистити всі дорогоцінні камені з кількох дощок. Головоломка містить 80 головоломок, кожна з яких поділена на 16 «планет», на кожній планеті по п’ять головоломок. Гравець прогресує, складаючи головоломки. Коли чотири головоломки завершено на одній планеті, гравець може перейти до наступної планети, хоча гравець може завершити решту головоломки, щоб завершити планету. Якщо гравець припустився помилки або закінчився хід, гравець може скористатися функцією «Скасувати», щоб скасувати попередній хід. Крім того, гравець може використовувати функцію підказки. Досягнувши кінця 16-ї планети, відтворюється послідовність титрів. Режим гри Puzzle не відображається у версіях гри для iOS і Android.
- Нескінченний режим, як випливає з назви, є нескінченним варіантом класичного режиму. У гравця не може закінчитися ходів і він може грати скільки завгодно довго. На відміну від Classic, кількість очок не збільшується. Певні версії гри (наприклад, версії гри для комп’ютера та консолі) мають систему збору діамантів, у якій гравець збирає алмаз за кожен пройдений рівень.
- Режим Blitz, який з’являється лише у версії Bejeweled 2 для iOS, є портом Bejeweled Blitz, доданим у пізнішому оновленні програми. Бліц передбачає набрання якомога більшої кількості очок за одну хвилину. Як і його веб-колега, він має кілька трюків, які з’являються лише в цьому режимі, наприклад Star Gems, Coins, Boosts та інтеграція з Facebook .
- Режим «Сутінки» — це секретний ігровий режим, який грає подібно до класичного, але гравітація дорогоцінних каменів змінює кожен рух, а процес гри повільніший. Його відкривають, досягнувши рівня 18 у Classic.
- Режим Hyper — секретний режим гри, швидша версія Action. Швидке встановлення матчів дасть гравцям додаткові бали. Його відкривають, досягнувши 9 рівня в дії.
- Режим «Когніто» — це секретний ігровий режим і версія режиму «Головоломка», заснована на оцінках, де гравець повинен набрати якомога більше очок, перш ніж завершити всі 80 головоломок у режимі «Головоломка». Деякі головоломки мають змінені кольори або перевернуті з оригінальних версій. Якщо використано підказку, гравець не отримає очок за головоломку, для якої він використав підказку. Виконання п'яти головоломок без підказок дозволить гравцеві перейти на наступний рівень, де він отримає більше балів. Гра закінчується, коли всі 80 головоломок завершені. Його відкривають після завершення всіх 80 головоломок у Puzzle.
- Режим Finity — це секретний ігровий режим, який грає подібно до режиму Action. Смужка таймера зменшується повільніше; однак очки нараховуються лише за детонацію спеціальних дорогоцінних каменів. У цьому режимі з’являються камені Rock and Bomb. Якщо ходи неможливі, поточна дошка скидається, і з’являється новий набір дорогоцінних каменів. Режим відкривається після досягнення 281 рівня в Endless.
- Оригінальний режим — це прихований режим гри. Ігровий режим схожий на класичний, за винятком того, що гравець не може створювати спеціальні дорогоцінні камені, що робить ігровий процес подібним до його попередника . Хоча він доступний із самого початку, він не відображається в головному меню. Щоб отримати доступ до нього, наведіть курсор на чотири кнопки режиму гри за годинниковою стрілкою вісім разів у головному меню. [5]

Деякі версії гри, такі як WiiWare, iOS, Android, а також версії гри для розваг у польоті не мають секретних режимів гри.

## Розвиток
Розробка Bejeweled 2 почалася приблизно в 2002 році. Команда PopCap почала роботу над продовженням Bejeweled і хотіла додати кілька нових функцій, щоб зробити його унікальним. Такі ідеї, як Особливі дорогоцінні камені, концептуалізувалися протягом розробки гри. У якийсь момент каміння та бомби з головоломки спочатку мали з’явитися в інших режимах гри, але були обмежені лише головоломкою, щоб гра не стала непривабливою. Команда розробників також вирішила мінімізувати користувальницький інтерфейс гри, щоб полегшити використання, оскільки перша гра мала одноекранний користувацький інтерфейс, щоб запобігти великим розмірам файлів.  Ця гра є першою, у якій тема наукової фантастики повторюється протягом усієї серії, яка з’являтиметься в різних продуктах Bejeweled після повного випуску Bejeweled Blitz. За словами дизайнера ігор Джейсона Капалки, науково-фантастична тема гри виникла в основному через його інтерес до програмного забезпечення рендерингу Mojoworld , звідки також походять планетні фони гри. 
Як і в першій грі, музику до гри написав Пітер «Скавен» Хайба. 

## Звільнення
Bejeweled 2 спочатку був випущений для ПК 5 листопада 2004 року. Версія для Windows Mobile, Pocket PC і Palm OS була розроблена Astraware.
Bejeweled 2 Deluxe була випущена для Xbox 360 як завантажувана гра Xbox Live Arcade 22 листопада 2005 року. Версія для Xbox 360 доступна на Xbox One і Xbox Series X і S як частина програми зворотної сумісності. У 2007 році гра була випущена на PlayStation 2 разом з іншою грою PopCap, AstroPop, у вигляді компіляції з двох ігор під назвою PopCap Hits! Том 1 . Цифрові порти PlayStation Network для PlayStation 3 і PlayStation Portable були випущені 29 січня 2009 року та 29 червня 2010 року відповідно. 14 червня 2010 року було випущено порт для платформи WiiWare Wii, у якій були відсутні секретні ігрові режими, але включав у гру системний Miis.
PopCap випустив версію для iOS у 2008 році, яка пізніше була перейменована на Bejeweled 2 + Blitz після додавання ігрового режиму Blitz. У 2010 році була випущена версія для Android . Обидві версії будуть припинені після випуску Bejeweled Classic на кожній платформі.
Bejeweled 2 також було випущено для PlayStation 3 на PlayStation Network 29 січня 2009 року, на Wii через WiiWare 14 червня 2010 року та на PlayStation Portable 29 червня 2010 року.